# Leporinus paranensis
Leporinus paranensis is een straalvinnige vissensoort uit de familie van de kopstaanders (Anostomidae). De wetenschappelijke naam van de soort is voor het eerst geldig gepubliceerd in 1987 door Garavello & Britski.